# Juan Rojas González
Juan Rojas González (n. Guanajay, Cuba, 1902) fue un militar cubano que participó del Golpe de Estado en Cuba de 1952.

## Biografía
Nació en Guanajay (Cuba) el 28 de julio de 1902. Estaba casado con Mercedes León Gálvez y tenía al menos un hijo que era oficial de policía.

### Carrera militar
Ingresó en el ejército el 12 de diciembre de 1925.[cita requerida] En 1934 fue enjuiciado y condenado por irregularidades en la custodia de presidiarios.
Participó del golpe de Estado de 1952 que llevó a Fulgencio Batista al poder, antes del cual poseía el grado de capitán.[cita requerida] En ese momento se encontraba destacado en Holguín, como oficial pagador del 7.º Regimiento de la Guardia Rural. Debido a su participación en el mismo fue ascendido a coronel y jefe de regimiento para, posteriormente, ser jefe del Departamento Militar en La Cabaña, en una división de infantería, y del Cuartel General del Estado Mayor del ejército. Fue ascendido a mayor general en diciembre de 1957.
Se vio beneficiado con la creación de la Caja de Anticipos y Seguros de las Fuerzas Armadas en octubre de 1952, de la cual formó parte y le permitió amasar una fortuna, en conjunto con su esposa, superior a los 2 millones de pesos cubanos, dinero que no pudo retirar del país tras el triunfo de la Revolución cubana y su posterior exilio.
En 1958 era el director de Logística del Ejército. Firmó el 1 de enero de 1959 la renuncia de Batista junto con Anselmo Alliegro, en su carácter de presidente del Senado; el general en jefe Francisco Tabernilla Dolz, jefe del Estado Mayor Conjunto; el teniente general Pedro Rodríguez Ávila, jefe del Ejército; el general de brigada Roberto Fernández Miranda, jefe del Departamento Militar de La Cabaña; el general de brigada Francisco Tabernilla Palmero; el mayor general Luis Robaina Piedra, inspector general de Ejército; el almirante José N. Rodríguez Calderón, jefe de la Marina de Guerra; y el brigadier Pilar García García, jefe de la Policía Nacional, tras lo cual huyó del país en el mismo avión que Batista en la madrugada del 1 de enero de 1959.